# Lista latarni morskich na Litwie
Poniższy artykuł przedstawia listę latarni morskich na Litwie (lit. švytur). Wszystkie znajdują się w okręgu kłajpedzkim.
| Nazwa       | Ilustracja | Akwen          | Rok budowy | Wysokość wieży (m) | Wysokość światła ponad wodą (m) |
| ----------- | ---------- | -------------- | ---------- | ------------------ | ------------------------------- |
| Kłajpeda    |            | Bałtyk         | 1953       | 40 m               | 44 m                            |
| Nida        |            | Bałtyk         | 1874/ 1953 | 27 m               | 76 m                            |
| Juodkrantė  |            | Bałtyk         | 1950       | 20 m               | 68 m                            |
| Święta      |            | Bałtyk         | 1957       | 39 m               | 42 m                            |
| Ventė       |            | Zalew Kuroński | 1837       | 11 m               | 13 m                            |
| Pervalka    |            | Zalew Kuroński | 1900       | 14 m               | 15 m                            |
| Uostadvaris |            | Zalew Kuroński | 1876       | 12 m               | 13 m                            |

## Źródła
- Latarnie morskie na Litwie